# Wilfried Reybrouck
Wilfried Reybrouck (Bruges, 27 gennaio 1953) è un ex ciclista su strada belga.
Professionista tra il 1974 e il 1979, vinse la prima tappa del Giro d'Italia 1974, conservò la maglia rosa nella seconda tappa, ma dovette ritirarsi alla terza essendo arrivato fuori tempo massimo.

## Carriera
Corridore con caratteristiche di velocista, fu professionista dal 1974 al 1979. Ottenne come principali successi da professionista una tappa al Giro d'Italia 1974, che gli permise di vestire per due giorni la maglia rosa, due tappe al Giro dei Paesi Bassi nel 1975 e la Maaslandse Pijl nel 1978.
È fratello di Guido Reybrouck e nipote di Gustave Danneels.

## Palmarès
- 1974 (Filcas, una vittoria)

1ª tappa Giro d'Italia (Città del Vaticano > Formia)
- 1975 (Frisol, due vittorie)

3ª tappa Giro dei Paesi Bassi (Goes > Vlijmen)
4ª tappa Giro dei Paesi Bassi (Vlijmen > Simpelveld)
- 1978 (Bode Deuren, una vittoria)

Maaslandse Pijl (Boorsem-Kotem)

### Altri successi
- 1976 (Ebo - Cinzia)

Clarks Cables Trophy

## Piazzamenti

### Grandi Giri
- Giro d'Italia

1974: fuori tempo massimo (3ª tappa)
1975: ritirato (4ª tappa)
- Vuelta a España

1976: ritirato (4ª tappa)